# Fulton (Indiana)
Fulton – miasto w Stanach Zjednoczonych, w stanie Indiana, w hrabstwie Fulton.